# 二重奏 (弦楽器)
ヴァイオリン属の弦楽器2本による二重奏（デュオ）を指す。
弦楽三重奏以上のような決まった編成はなく、通常弦楽二重奏という用語はない。
常設の団体はまずなく、2人の奏者がその都度集まって演奏される。

## 弦楽器による二重奏曲
演奏会にかかる曲はあまりないが、有名なものでは以下のようなものがある。
- モーツァルト - ヴァイオリンとヴィオラのための二重奏曲 ト長調K.423、変ロ長調K.424
- ベートーヴェン - 2つのオブリガート眼鏡付きの二重奏曲 WoO.32（ヴィオラ、チェロ）
- ヘンリク・ヴィエニャフスキ - 2つのヴァイオリンのためのカプリース
- ラヴェル - ヴァイオリンとチェロのためのソナタ
- コダーイ - ヴァイオリンとチェロのための二重奏曲
- バルトーク - 2つのヴァイオリンのための44のデュオ
- プロコフィエフ - 2つのヴァイオリンのためのソナタ
- ロッシーニ - チェロとコントラバスのための二重奏曲ニ長調
- マルティヌー - ヴァイオリンとチェロのための二重奏曲 第1番（1927年）、第2番（1957年）、3つのマドリガル（ヴァイオリン・ヴィオラ）（1947年）
- ディッタースドルフ - ヴィオラとコントラバスのためのソナタ変ホ長調
- ハルヴォルセン - ヘンデルの主題によるパッサカリアとサラバンド（ヴァイオリン・ヴィオラ）